# Pikka-Pietarijärvi
Pikka-Pietarijärvi är en sjö i Gällivare kommun i Lappland och ingår i Kalixälvens huvudavrinningsområde.